# LaVar Ball
LaVar Christopher Ball (ur. 23 października 1967 w Los Angeles) – amerykański celebryta i biznesmen. 

## Życiorys
Ojciec trzech koszykarzy: obrońcy Chicago Bulls – Lonzo Balla; LiAngelo – byłego zawodnika ligi NCAA (UCLA Bruins) i najmłodszego, rozgrywającego Charlotte Hornets - LaMelo. Ball jest założycielem i prezesem sportowej marki Big Baller Brand, a także założycielem Junior Basketball Association(JBA). 
Ball uprawiał koszykówkę i Futbol amerykański uczęszczając na Canoga Park High School. Na poziomie akademickim reprezentował takie koszykarskie drużyny jak West Los Angeles College, Washingston State czy Cal State Los Angeles. Przez rok grał również dla Long Beach City College, mając krótki epizod z profesjonalną drużyną futbolu amerykańskiego London Monarchs, grając w World League of American Football. Uczestniczył także w treningach New York Jets i Carolina Panthers w 1995, jednak nigdy nie wystąpił w meczu ligi NFL.
W związku z wieloma  śmiałymi wypowiedziami na początku 2017 Ball zaczął pojawiać się na łamach wielu serwisów sportowych. Jedne z jego pierwszych wypowiedzi dotyczyły jego syna Lonzo, który według niego jest lepszy niż Stephen Curry, a sam Ball dodatkowo stwierdził, iż pokona w pojedynku jeden na jednego Michaela Jordana. Ball stał się obiektem zarówno podziwu, jak i krytyki przez kolejne, podobne komentarze (niektóre z nich dotyczyły jego firmy, Big Baller Brand). Ball wystąpił wiele razy w krajowej telewizji zawsze przyciągając uwagę mediów związanych ze sportem.

## Aresztowanie LiAngelo Balla w Chinach

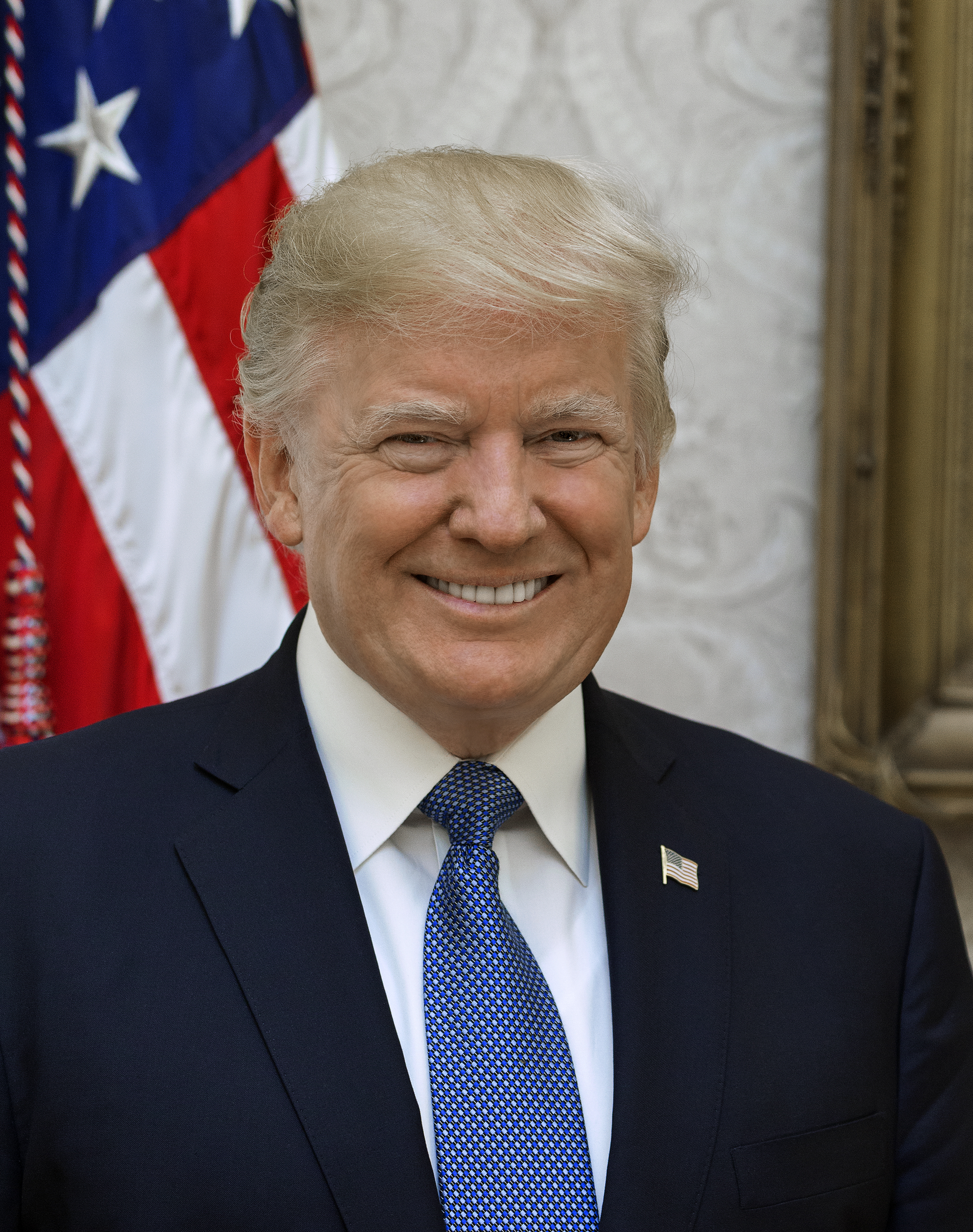
Syn Balla, LiAngelo, był zaangażowany w międzynarodowy skandal, który wymagał pomocy od prezydenta Donalda Trumpa, co następnie doprowadziło do napięcia pomiędzy LaVarem a prezydentem

W listopadzie 2017, tuż przed rozpoczęciem sezonu regularnego drużyny UCLA w Chinach, syn Balla – LiAngelo, a także jego dwóch kolegów z zespołu zostało aresztowanych pod groźbą wielu lat więzienia w związku z kradzieżą w sklepie. Ball przyznał wtedy, że „To nie taka wielka sprawa”. Podczas swojej wizyty w Chinach, prezydent USA Donald Trump poprosił przewodniczącego ChRL Xi Jinpinga o zwolnienie syna LaVara Balla, a także jego kolegów z zespołu. Sprawa zakończyła się pomyślnie. Po zwolnieniu z więzienia, cała trójka została zawieszona w prawach zawodnika UCLA na czas nieokreślony. Trump odegrał kluczową rolę w zwolnieniu LiAngelo z aresztu, jednak  nie usłyszał on od nikogo żadnych podziękowań. Przyznał później za pomocą Twittera, że gdyby wiedział, że nikt nie będzie mu za to wdzięczny to zostawił by całą trójkę w więzieniu. Niedługo potem odbyła się konferencja prasowa, na której zawodnicy podziękowali prezydentowi. Trump dał im swoje błogosławieństwo, upewniając się, że podziękowali także przywódcy Chin na koniec dodając, że życie jest pełne pułapek.